# Carlo Rosmini
Pour les articles homonymes, voir Rosmini.
Carlo Rosmini est un écrivain italien né à Rovereto en 1758 et mort à Milan en 1827. 

## Biographie
Il commence ses études à Innsbruck et les continue dans sa ville natale, où il se fait connaître dès l'âge de quinze ans en écrivant, sur l’Alexandre et Timothée du comte Rezzonico, une étude dans laquelle il compare la musique ancienne et la musique moderne et parle de la possibilité d'une amélioration de l'opéra italien. En 1786, il publie à Roveredo des Considérations sur deux opuscules de d'Alembert concernant la poésie; mais l'ouvrage qui lance sa réputation littéraire est une Vie d'Ovidius Naso (Ferrare, 1789, 2 vol.), précédée d'une lettre de Vannetti sur le style et sur la langue d'Ovide et d'un parallèle entre l'Orphée d'Ovide et celui de Virgile.
Cette première œuvre vaut à son auteur le titre de membre de l'Académie de Florence. Il fait paraître ensuite une Vie de Christophe Baretti (1792), une Vie de Sénèque (Roveredo, 1795) et des Mémoires sur la vie et sur les travaux de Clément Baroni Cavalcabo (Roveredo, 1798). À l'époque de l'invasion française, il s'enfuit dans la Vénétie et passe plusieurs mois à Bellune et à Feltre, où il trouve des documents inédits sur le célèbre Victorin de Feltre. Il s'en sert pour écrire son Idée de l'excellent pédagogue tirée de la vie et du mode d'enseignement de Victorin de Feltre et de ses disciples (Bassano, 1801), ouvrage qui peut être regardé comme un traité complet de pédagogie, de même que celui que Rosmini publie peu de temps après, sous ce titre : Vie de Jean-Baptiste Guarino Veronese (Brescia, 1805-1806, 3 vol. in-8°). En 1803, il s'établit à Milan, où paraissent toutes ses œuvres postérieures, savoir : Vie de François Filelfo de Tolentino (1808, 3 vol.); Histoire des entreprises militaires et de la vie de Jean-Jacques Trivulce, surnommé le Grand, en quinze livres (1815, 2 vol.); Histoire de Milan, en dix-huit livres (1820, 4 vol.), son dernier et son plus considérable ouvrage, bien que cette histoire n'aille que depuis le règne de Frédéric Barberousse jusqu'à l'année 1535, époque de l'annexion du Milanais aux possessions de Charles-Quint. Rosmini laisse en manuscrit la continuation de cette histoire jusqu'au commencement du règne de Marie-Thérèse (1740), mais cette partie n'a jamais été imprimée. 

## Source
- Grand dictionnaire universel du XIXe siècle